# NBA na ESPN
A NBA na ESPN refere-se à transmissão dos jogos da National Basketball Association (NBA) na família de redes ESPN. A rede de TV por assinatura estadunidense ESPN primeiro televisionou os jogos da NBA em 1983 e permaneceu até 1984, e vem transmitindo jogos atualmente desde a temporada de 2002–03. A ESPN2 começou a exibir jogos da NBA em 2002 de forma limitada. A ESPN na ABC começou a televisionar os jogos da NBA em 2006 (a ABC Sports transmitiu os jogos da NBA sob o título de NBA na ABC entre 2002 até 2006). Em 6 de outubro de 2014, a ESPN e a NBA estenderam o contrato até a temporada 2025.